# Jaderná elektrárna Suzu
Jaderná elektrárna Suzu (japonsky 珠洲原子力発電所, Suzu genširjoku hacudenšo) byla plánovaná jaderná elektrárna v Japonsku. Měla se nacházet poblíž města Suzu v prefektuře Išikawa na poloostrově Noto. V roce 2003 byl projekt zrušen. Elektrárnu měly vlastnit a provozovat společnosti Hokuriku Electric Power Company, Chūbu Electric Power Company a Kansai Electric Power Company.

## Historie a technické informace

### Počátky
Projekt plánovaly celkem tři společnosti; Hokuriku Electric Power Company, Chūbu Electric Power Company a Kansai Electric Power Company. Zpočátku existoval plán vybudovat několik jaderných elektráren o celkovém výkonu až 10 000 MW. Později byl však projekt zmenšen na dvě jaderné elektrárny o výkonu zhruba 1000 MW každá.
Plán postavit jadernou elektrárnu v Suzu se poprvé objevil v srpnu 1975. Ve stejném roce přijala městská rada města Suzu rezoluci požadující studii proveditelnosti lokality pro výstavbu jaderného zařízení, která byla poté předána guvernérovi prefektury Išikawa, Jojči Nakanišimu. Nakaniši viděl jaderné elektrárny jako prostředek k podpoře průmyslu, zlepšení ekonomické situace a zabránění vylidňování, a ukázal postoj ve prospěch jaderné energie. Z nich bylo rozhodnuto postavit jadernou elektrárnu nejprve jadernou elektrárnu Šiga a poté Suzu. V reakci na to přišly zmíněné tři energetické společnosti s plánem postavit jadernou elektrárnu v Suzu. Poté, co vláda po předložení žádosti provedla předběžný průzkum lokality, město Suzu zpočátku zvolilo postup vyčkávání, ale 16. prosince 1983 starosta města Suzu, Matasaburo Tani, na zasedání městské rady oznámil, že bude pokračovat v budování areálu jaderné elektrárny. Před tím, od května 1982 do května 1983, byla lokalita jaderné elektrárny dočasně odložena, takže byla provedena studie proveditelnosti výstavby uhelné elektrárny, avšak v červnu 1983 bylo oznámeno, že umístění uhelné elektrárny je ekonomicky obtížné. Následující rok požádaly tři energetické společnosti o provedení studie proveditelnosti umístění jaderné elektrárny v Suzu a zřídily Radu Suzu Power Development Council, která pokračovala v plánování umístění jaderné elektrárny.

### Opozice
Protijaderní aktivisté vytvořili radu opozice proti jaderné elektrárně Suzu a spojili své síly s dalšími protijadernými hnutími. Ve městě Takaja bylo založeno velení protijaderného hnutí, které později získalo podporu komunistické a socialistické strany. Dne 12. května 1989 Kansai Electric Power Company zahájila studii proveditelnosti v lokalitě Takaja, která se také nachází na poloostrově Noto, ale kvůli obstrukčním akcím odpůrců výstavby a jednání na radnici města Suzu se společnost rozhodla dočasně pozastavit studii.
Město Suzu ale projekt spíše podporovalo, protože se očekávalo, že výstavba zastaví vylidňování a region oživí. Kolem roku 1992 Chūbu Electric Power Company a Kansai Electric Power Company otevřely své pobočky ve městě Suzu a začaly přesvědčovat obyvatele o výhodnosti projektu výstavby jaderné elektrárny a pronajímat si pozemky.

### Zrušení plánů
Dne 5. prosince 2003, 28 let poté, co byl navržen první plán výstavby, prezidenti společností Hokuriku Electric Power Company, Chūbu Electric Power Company a Kansai Electric Power Company navštívili radnici města Suzu a požádali, aby starosta zmrazil stavební plány pro jadernou elektrárnu Suzu. Důvodem zmrazení stavebního záměru je prý nejen opoziční hnutí místních obyvatel, ale také to, že 10 až 20 procent pozemků na plánovaném místě zůstalo nevykoupeno. Rada Suzu Electric Power Development Council byla následně rozpuštěna a spory o umístění jaderné elektrárny skončily. Plány byly oficiálně zrušeny 24. prosince 2003. Poslední plán počítal s dvěma varnými reaktory ABWR o výkonu 1350 MW každý. S uvedením do provozu se naposledy počítalo v roce 2014.

## Informace o reaktorech
| Reaktor | Typ reaktoru | Výkon | Výkon   | Zahájení výstavby                            | Připojení k síti                             | Uvedení do provozu                           | Uzavření |
| Reaktor | Typ reaktoru | Čistý | Hrubý   | Zahájení výstavby                            | Připojení k síti                             | Uvedení do provozu                           | Uzavření |
| ------- | ------------ | ----- | ------- | -------------------------------------------- | -------------------------------------------- | -------------------------------------------- | -------- |
| Suzu-1  | ABWR         |       | 1350 МW | plánovaná výstavba zrušena 24. prosince 2003 | plánovaná výstavba zrušena 24. prosince 2003 | plánovaná výstavba zrušena 24. prosince 2003 |          |
| Suzu-2  | ABWR         |       | 1350 МW | plánovaná výstavba zrušena 24. prosince 2003 | plánovaná výstavba zrušena 24. prosince 2003 | plánovaná výstavba zrušena 24. prosince 2003 |          |